# Anna Maria Peduzzi

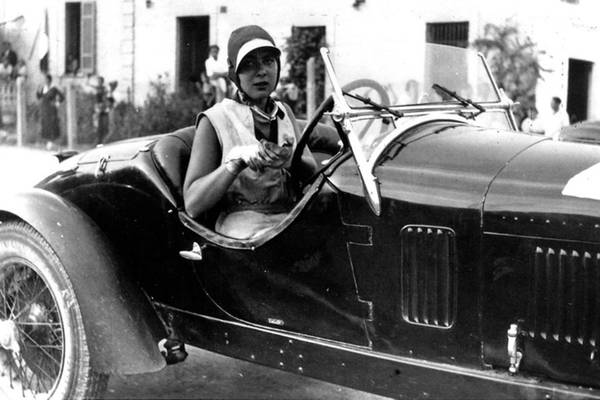
Anna Maria Peduzzi in ihrem ersten Rennwagen, einem Alfa Romeo 6C 1500 bei der Targa Abruzzi 1933

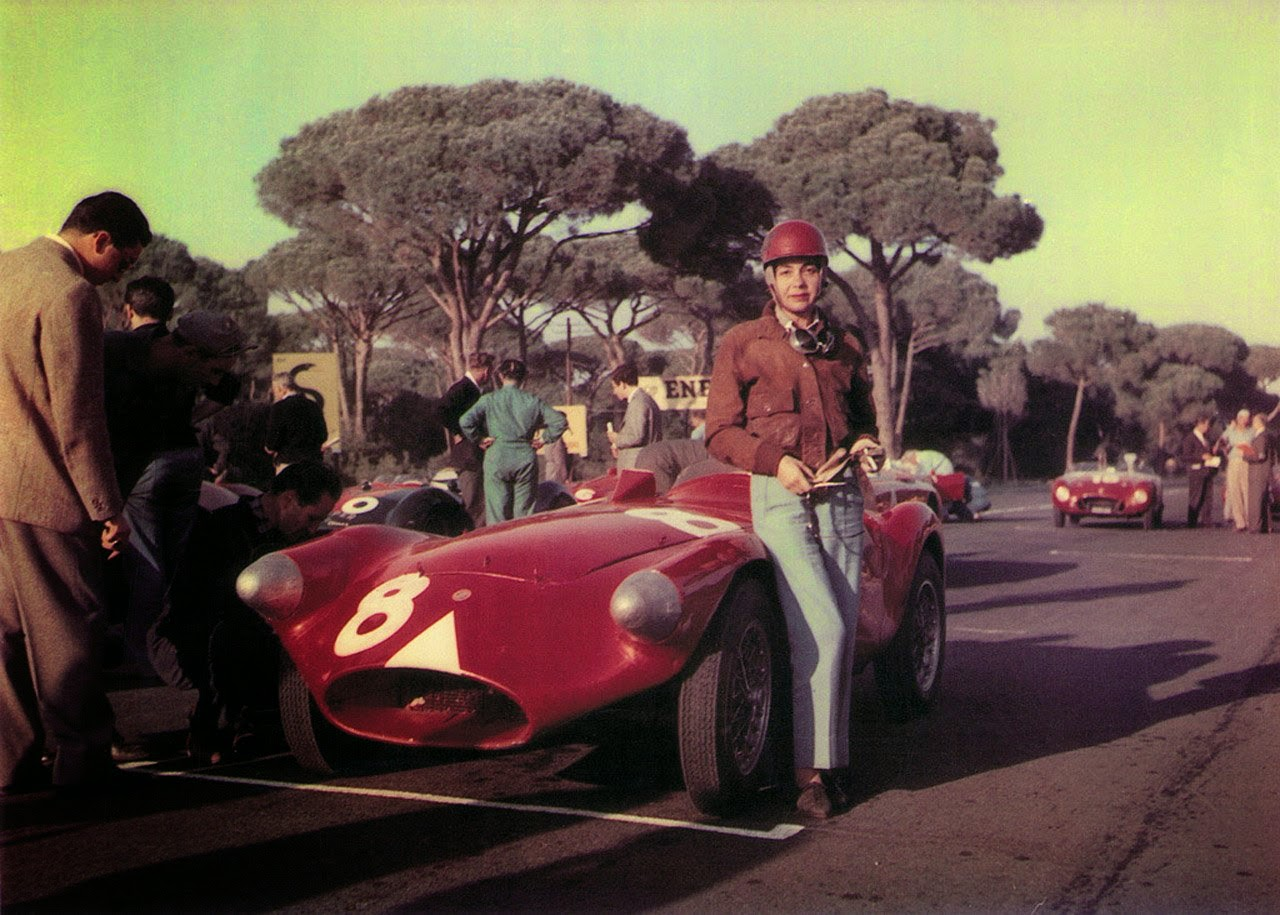
Anna Maria Peduzzi mit ihrem Stanguellini S 1100 beim Großen Preis von Rom 1956

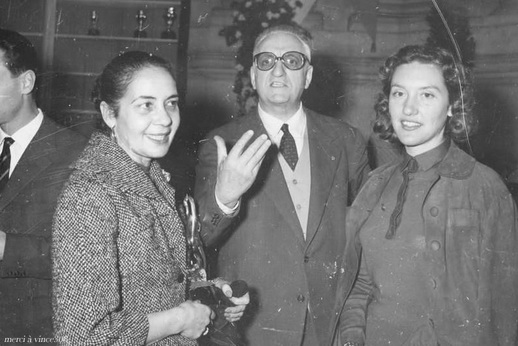
Anna Maria Peduzzi (links), mit Enzo Ferrari (Mitte) und Gilberte Thirion 1956

Anna Maria „Marocchina“ Peduzzi (* 12. Juli 1912 in Olgiate Comasco; † 23. August 1979 in Bergamo) war eine italienische Autorennfahrerin und die Ehefrau von Gianfranco Comotti.

## Karriere als Rennfahrerin
Anna Maria Peduzzi war viele Jahre die bekannteste und erfolgreichste italienische Autorennfahrerin. Die Spitznamen Marocchina und Moroccan Girl verdankte sie ihrem dunklen Teint, die Leidenschaft für schnelle Autos Gianfranco Comotti, den sie 1932 heiratete. Comottis großzügiges Hochzeitsgeschenk war ein neuer Alfa Romeo 6C 1500 mit Zagato-Karosserie. Der Wagen kam oft zum Einsatz, da Peduzzi den Alfa Romeo fast jedes Wochenende bei Berg- und Straßenrennen meldete. Beim fünften Gaisbergrennen belegte sie am 2. Juli 1933 in der Kategorie Sportwagen in Klasse F (1.100–1.500 cm3) auf Alfa Romeo mit einer Zeit von 9:27:90 den dritten Platz. Außerdem erhielt sie den Damenpreis des Salzburger Automobilklubs. In derselben Fahrzeugklasse erreichte sie 1934 beim Bergrennen Parma–Poggio di Berceto den fünften Platz.
Comotti war 1934 Werksfahrer der Scuderia Ferrari, wodurch Peduzzi zu ihrem ersten Einsatz bei der Mille Miglia kam. Sie fuhren einen Alfa Romeo 6C 1500 SSft Spider Brianza an die 13. Stelle der Gesamtwertung und zum Sieg in der Klasse für Sportwagen bis 1,5 Liter Hubraum.
1936 unterbrach die Politik ihre Rennaktivitäten für 16 Jahre. Der Abessinienkrieg und die Verkündung der Annexion Äthiopiens am 9. Mai in Rom durch Benito Mussolini waren für den Antifaschisten Comotti Grund genug Italien endgültig zu verlassen. Anna Maria Peduzzi folgte ihrem Ehemann nach Paris. Während des Zweiten Weltkriegs kehrte das Ehepaar in sein Heimatland zurück und schloss sich der Resistenza an. Comotti war Informant im von der Wehrmacht besetzten Norditalien und entging nur knapp seiner Verhaftung und angekündigten Hinrichtung durch die Besatzer.
Ihre Rennaktivitäten nahm Anna Maria Peduzzi erst 1952 wieder auf. Sie startete auf einem Stanguellini S 750 beim Eifelrennen auf dem Nürburgring und beendete das mit nur vier Fahrzeugen besetzte Rennen der Sportwagen-Klasse bis 750 cm³ als Erste. Sie wurde jedoch nicht gewertet, weil sie von der Piste abgekommen war und fremde Hilfe in Anspruch genommen hatte. 1953 fuhr sie ihre zweite Mille Miglia und gab ihr Debüt bei der Targa Florio. Wie vor dem Krieg galt ihr Interesse vor allem italienischen Straßenrennen, wo ihr immer wieder gute Ergebnisse gelangen. Einen der seltenen Starts außerhalb Italiens hatte sie beim 1000-km-Rennen von Paris 1956. Gemeinsam mit der Belgierin Gilberte Thirion steuerte sie einen Ferrari 500 TR an die zehnte Stelle der Gesamtwertung. Damit sicherte sich das Damenduo den Sieg in der Klasse für Sportwagen bis 2 Liter Hubraum. Bis 1961 fuhr sie Rennen und hatte ihren letzten Start bei der Coppa Ascari 1961 in Monza. Nach dem Tod ihres Mannes 1963 lebte sie weiterhin in Bergamo, wo sie im August 1979 starb.

## Statistik

### Einzelergebnisse in der Sportwagen-Weltmeisterschaft
| Saison | Team               | Rennwagen              | 1   | 2   | 3   | 4   | 5   | 6   | 7   |
| ------ | ------------------ | ---------------------- | --- | --- | --- | --- | --- | --- | --- |
| 1953   | Anna Maria Peduzzi | Stanguellini S750      | SEB | MIM | LEM | SPA | NÜR | RTT | CAP |
| 1953   | Anna Maria Peduzzi | Stanguellini S750      | 117 |     |     |     |     |     |     |
| 1954   | Anna Maria Peduzzi | Stanguellini S750      | BUA | SEB | MIM | LEM | RTT | CAP |     |
| 1954   | Anna Maria Peduzzi | Stanguellini S750      | DNF |     |     |     |     |     |     |
| 1955   | Anna Maria Peduzzi | Stanguellini 750 Sport | BUA | SEB | MIM | LEM | RTT | TAR |     |
| 1955   | Anna Maria Peduzzi | Stanguellini 750 Sport | 99  |     |     |     |     |     |     |
| 1958   |                    | Ferrari 500 TR         | BUA | SEB | TAR | NÜR | LEM | RTT |     |
| 1958   |                    | Ferrari 500 TR         | DNF |     |     |     |     |     |     |
| 1959   |                    | Osca S750              | SEB | TAR | NÜR | LEM | RTT |     |     |
| 1959   | 20                 | Osca S750              |     |     |     |     |     |     |     |
| 1960   | Aspromonte         | Osca F2/S 1500         | BUA | SEB | TAR | NÜR | LEM |     |     |
| 1960   | Aspromonte         | Osca F2/S 1500         | 17  |     |     |     |     |     |     |